# Cimetière du Père-Lachaise
Het Cimetière du Père-Lachaise is de grootste begraafplaats van Parijs. Ze is gelegen op- en rondom de heuvel Champ-l'Évêque in het 20e arrondissement vlak bij het metrostation Père Lachaise. Met meer dan drie miljoen bezoekers per jaar is Père-Lachaise de meest bezochte begraafplaats ter wereld: het is immers gekend om zijn bekende concessies en hoge funerairerfgoedwaarde waarmee sommige tombes versierd zijn.

## Geschiedenis
De huidige begraafplaats was oorspronkelijk een landgoed, waarop in 1430 een buitenhuis werd gebouwd. In de zeventiende eeuw verwierven de jezuïeten het en maakten er een rusthuis van. De bekendste bewoner was pater François d'Aix de La Chaise, de invloedrijke biechtvader van koning Lodewijk XIV, die er meer dan dertig jaar verbleef. In 1762 verkochten de jezuïeten het landgoed om schulden te kunnen afbetalen. Het wisselde daarna regelmatig van eigenaar en raakte verwaarloosd.
In 1801 werd de heuvel Champ-l'Evêque, samen met de heuvels Montmartre en Montparnasse, aangewezen als plek voor een nieuwe begraafplaats. Volgens de nieuwe opvattingen moesten nieuwe begraafplaatsen buiten de stadsmuren gebouwd worden. De naam van de begraafplaats luidde Cimetière de l'Est omdat ze bestemd was voor de bewoners van de oostelijke arrondissementen.
De toenmalige stadsarchitect Alexandre-Théodore Brongniart richtte het 18 hectare groot terrein in als een Engelse tuin. De totale kosten van deze nieuwe begraafplaats bedroegen 180.000 frank. Aanvankelijk was de begraafplaats geen succes. Voorname mensen zagen het niet zitten om zich buiten de stadsmuren en in een arme en volkse buurt te laten begraven. Acht jaar na de opening waren er amper 833 graven. Om de begraafplaats meer prestige te geven werden in 1817 de resten van enkele beroemdheden overgebracht: Molière en La Fontaine, terwijl Abélard en Héloïse er – bijna zeven eeuwen na hun dood – naast elkaar werden begraven.
Van toen af was de reputatie van de begraafplaats verzekerd. In 1830 waren er 33.000 graven. De gegoede burgerij van Parijs liet in de jaren die volgden, geïnspireerd door de romantische tijdgeest, menig grafmonument op het terrein verrijzen. De begraafplaats werd vijfmaal vergroot en bereikte in 1850 de huidige oppervlakte van 43,93 hectare. Sinds 1860 ligt zij op het grondgebied van de stad Parijs.
De begraafplaats van Père-Lachaise was onmiddellijk het prototype van de extra-murosbegraafplaats. In de hele westerse wereld werd het voorbeeld gevolgd. In diverse steden in de Verenigde Staten werden 'rural cemeteries' aangelegd. Ten noorden van Londen werd in 1839 de beroemde Highgate Cemetery aangelegd.
In mei 1871, tegen het einde van de strijd tegen de Commune van Parijs, was Père-Lachaise het toneel van zware gevechten. De aanhangers van de Commune werden er belegerd door de troepen van Versailles en vochten er achter de grafstenen tot het bittere einde. De 147 die zich uiteindelijk overgaven werden ter plekke gefusilleerd voor een muur die sindsdien bekendstaat als de mur des Fédérés.
De afzonderlijke ruimten voor joodse en islamitische graven werden in 1881 afgeschaft toen een wet dergelijke afzonderlijke ruimten volgens geloofsovertuiging verbood. Het grote kruis op de begraafplaats werd een paar jaar later verwijderd. Kort daarna werd er een crematorium gebouwd. Hier vond in 1889 de eerste crematie in Frankrijk plaats.

## Huidige situatie
Tegenwoordig telt het Cimetière du Père-Lachaise 69.000 grafzerken. Er staan 5300 bomen. De begraafplaats wordt beheerd door de stad Parijs. De voorwaarden om er te worden begraven zijn dezelfde als die van de vijftien andere begraafplaatsen binnen de stad: men moet op het moment van overlijden in Parijs wonen en er zijn overleden, of kunnen worden begraven in een bestaand grafmonument. Sinds de jaren vijftig is het terrein helemaal vol, zodat er alleen maar een nieuw grafmonument kan komen als een bestaande grafconcessie vervalt. De concessies worden toegekend voor tien, dertig of vijftig jaar of zijn eeuwigdurend. Veel graven van bekende personen worden door bewonderaars onderhouden.
Zowat 30.000 grafmonumenten hebben de status van historisch monument. Daaronder vallen de meeste grafmonumenten van voor 1900. De grafmonumenten van onder meer Abélard en Héloïse, Molière, Jean de La Fontaine, Frédéric Chopin en Oscar Wilde zijn beschermd.

## Beeldhouwkunst
Beroemde voorbeelden van Romantische beeldhouwkunst zijn op Père-Lachaise te zien.
Vermeldenswaard zijn onder andere
- de tombe van de familie Raspail (1854), door Antoine Etex;
- het graf van Pierre Gareau (circa 1816), door Francois Milhomme;
- het graf van Jacob Robles (1849), door Auguste Préault.

## Gedenktekens
Naast de grafmonumenten zijn er op Père-Lachaise tientallen gedenktekens. Ze herdenken diverse groepen slachtoffers van oorlogen, van een aantal concentratiekampen of van rampen, zoals een aantal grote branden en vliegtuigongevallen. Aan de mur des Fédérés is een gedenkteken aangebracht voor de 147 verdedigers van de Commune van Parijs die daar werden doodgeschoten. Elk jaar, op 1 mei, wordt hier hulde gebracht door socialisten, communisten, vakbondsmilitanten, vrijmetselaars en vrijdenkers.

## Crypte Belgische soldaten 1914-1918
Een crypte met monument voor de tijdens de Eerste Wereldoorlog in Frankrijk gesneuvelde Belgische soldaten bevindt zich bij de hoofdingang aan de Avenue du Père Lachaise. In 1922 werden alle Belgische soldaten die in Parijse ziekenhuizen gestorven waren aan tijdens de oorlog opgelopen verwondingen en die vervolgens op verschillende begraafplaatsen in Parijs waren begraven, herbegraven in een gezamenlijk grafmonument op de begraafplaats Père Lachaise. Het graf bevat naast het stoffelijk overschot van een onbekende Belgische soldaat, die van 102 soldaten waarvan de identiteit wel bekend is. Hun namen staan gegraveerd in de rondingen van het monument.

## Afbeeldingen

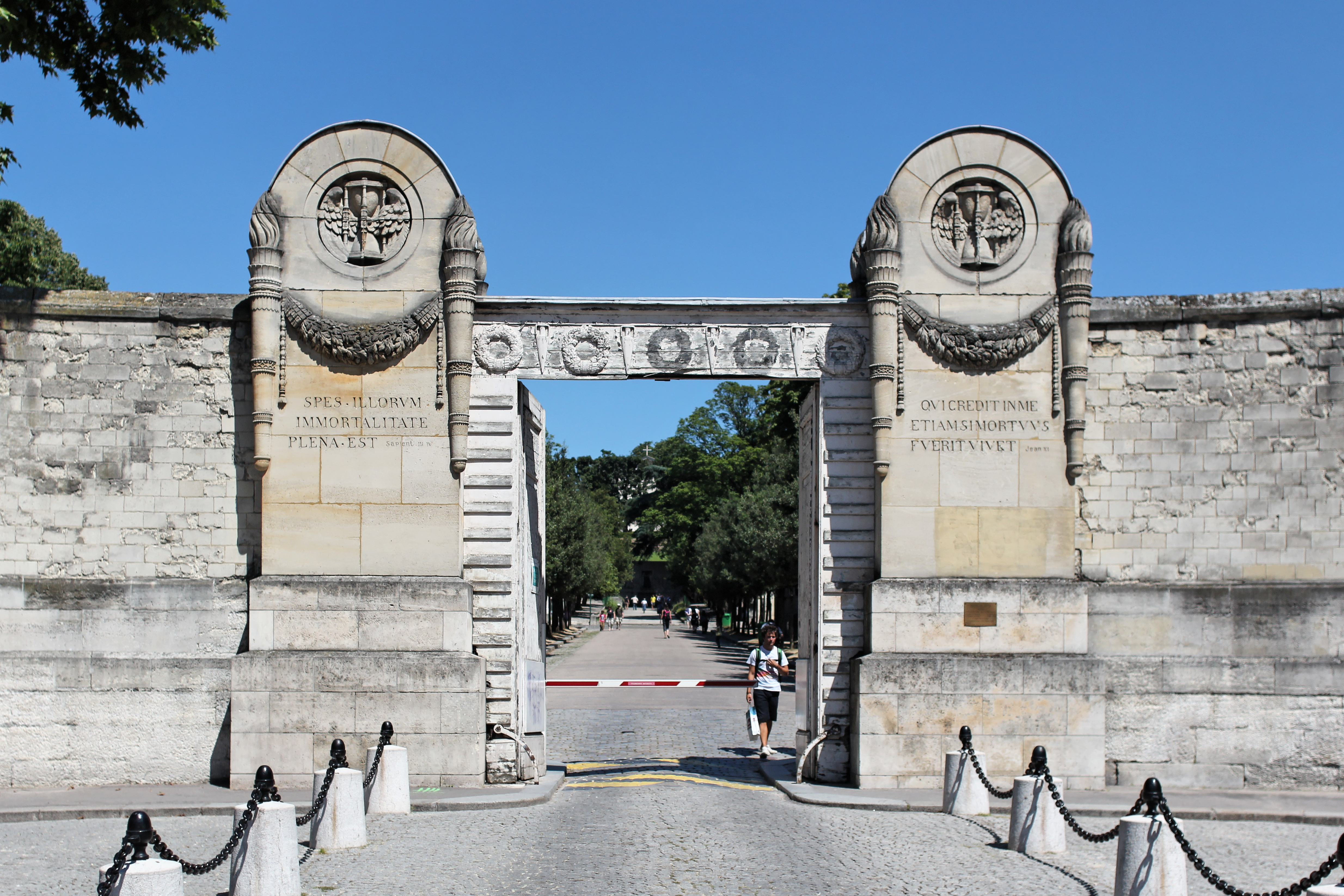
Hoofdingang van de begraafplaats
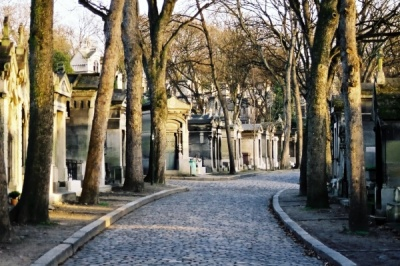
Een laan op Père-Lachaise
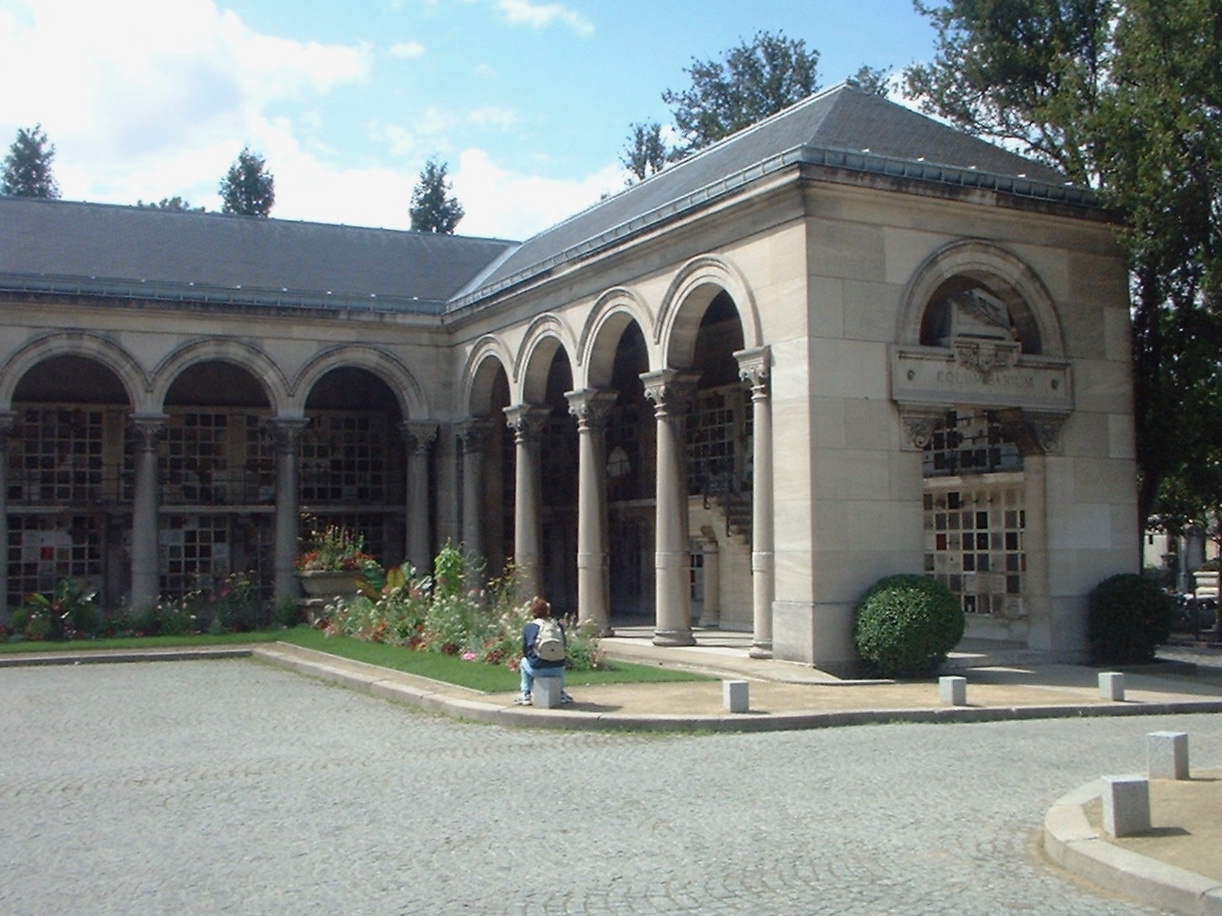
Columbarium
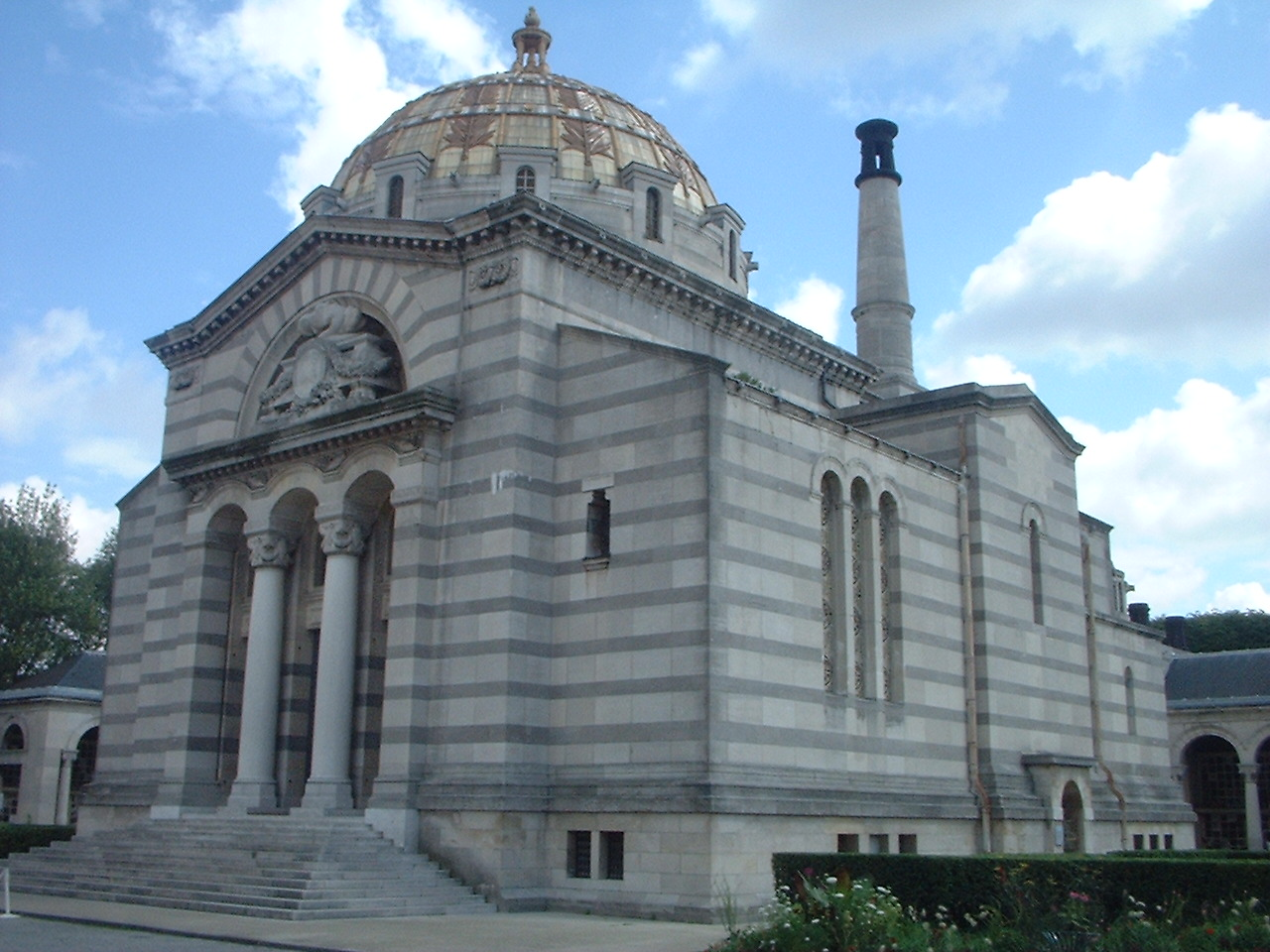
Crematorium